# Relationer mellan Armenien och Finland
Relationer mellan Armenien och Finland inleddes på diplomatisk nivå 25 mars 1992, efter att Finland erkänt
Armenien 30 december 1991. Finland har ett honorärkonsulat i Jerevan.
Besök från Armenien till Finland:
| Person            | Tidpunkt      |
| ----------------- | ------------- |
| Vahan Papazian    | februari 1996 |
| Vartan Oskanian   | oktober 2000  |
| Armen Khachatryan | maj 2002      |
| Vartan Oskanian   | maj 2005      |
| Robert Kotjarjan  | november 2007 |
| Edvard Nalbandjan | juli 2008     |

Besök från Finland till Armenien:
| Person          | Tidpunkt       |
| --------------- | -------------- |
| Tarja Halonen   | november 1996  |
| Erkki Tuomioja  | oktober 2004   |
| Tarja Halonen   | september 2005 |
| Erkki Tuomioja  | oktober 2006   |
| Ilkka Kanerva   | februari 2008  |
| Alexander Stubb | juli 2010      |
| Erkki Tuomioja  | april 2012     |